# Bruce Bagemihl
Bruce Bagemihl est un biologiste, sexologue et linguiste canadien né en 1962. Il est principalement connu pour la publication en 1999 de son livre Biological exuberance : animal homosexuality and natural diversity, acclamé par la critique mais aussi controversé puisque parlant de l'homosexualité animale et de la bisexualité animale, alors que l'homosexualité a longtemps été considérée « contre-nature ».

## Parcours
Après avoir obtenu un PhD puis travaillé pour l'Université de la Colombie-Britannique ou comme consultant chez Microsoft, il est installé aujourd'hui à Seattle et est l'auteur de nombreux ouvrages sur des sujets aussi divers que la zoologie, l'ethnomusicologie cognitive ou la théorie queer.

## Biological exuberance: animal homosexuality and natural diversity
Bagemihl a travaillé pendant neuf ans sur l'homosexualité animale avant de publier ce livre, considéré à sa sortie comme l'ouvrage le plus complet sur l'homosexualité dans le monde animal,. Bien que lui-même homosexuel, il dit ne pas avoir écrit cet ouvrage à cause de ses propres orientations homosexuelles mais parce que les implications humaines étaient énormes. Cela semble s'être vérifié lorsque la cour suprême américaine a mentionné ce livre, en 2003, dans le célèbre cas Lawrence v. Texas qui a conduit à un résultat judiciaire important : les lois anti-sodomie sont depuis considérées dans ce pays comme inconstitutionnelles..
L'ouvrage a été publié en anglais chez Stonewall Inn Editions  (ISBN 0-312-25377-X).